# Georg Seeßlen
Georg Seeßlen (n. 1948, München, Germania sub ocupație aliată) este un autor, scriitor de foiletoane și un critic cunoscut de filme german. Criticile lui au fost publicate în volumul „Orgasmus und Alltag”. Seeßlen a apărut în mai multe emisiuni ale televiziunii, în care au avut loc dezbateri și comentarii despre diferite filme.